# Генріх фон Гален
Генріх фон Гален (*Heinrich von Galen, 1480 — 30 травня 1557) — 44-й магістр Лівонського ордену в 1551—1557 роках.

## Життєпис
Походив з німецького шляхетського роду фон Гален з Вестфалії. Син Рутгера фон Галена і Гертруди. Народився у 1480 році в Веллінгаузені (неподалік від міста Зост). Близько 1506 року долучився до Лівонського ордену. 1514 року призначається гаузкомтуром Винну (поблизу Дерпта).
У 1519—1529 роках обіймав посаду фогта замку Кандау. У 1529 році був призначений комтуром Голдінгена. У 1535 році став маршалом Лівонського ордену.
У 1551 році після смерті магістра Йоганна фон дер Реке обирається новим очільником Ордену. Виявився прихильником лютеранства, завдяки чому воно швидше поширювалося в Лівонії. 1554 року сприяв друкуванню лютеранського катехізису в Дерпті.
15 червня 1554 року відправив посольсько до московського царя Івана IV Грозного, з яким було укладено перемир'я на 15 років. За умовами мирної угоди дерптський єпископ повинен був виплачувати зі своєї області щорічну данину Москві. Православні церкви в орденських володіннях не повинні були розорятися і закриватися. Московські купці отримували право на вільну торгівлю на всій території Лівонії. Орденська влада повинна була пропускати через свою територію всіх іноземців, які прибувають на царську службу. Лівонський орден не повинен був надавати військову допомогу Польщі і Литві проти Москви. також була повинна сплачуватися так звана «юріївська данина» за місто Дерпт.
У 1554 році ризький архієпископ Вільгельм Бранденбурзький, який проводив пропольську і пролютеранську політику, призначив своїм коад'ютером герцога Христофора Мекленбург-Шверінського, родича польського короля і великого князя литовського Сигізмунда II Августа. Це викликало невдоволення магістра Генріха фон Галена, який скликав ландтаг в Венден, що засудив рішення ризького архієпископа.
1556 року протистояння з ризьким архієпископом Вільгельмом Бранденбурзьким посилилося. Генріх фон Гален став готуватися до війни проти архієпископа, відправивши динабурзького комтура Готтгард Кетлера до Німеччини для збору найманців. Вільгельм Бранденбурзький в свою чергу звернувся по допомогу до свого брата — прусського герцогу Альбрехта I. Генріх фон Гален призначив своїм коад'ютером (спадкоємцем) феллінського комтура Йоганна Вільгельма фон Фюрстенберга. Це призначення викликало невдоволення лівонського маршала Каспара фон Мюнстера, який сам претендував на цю посаду. В результаті останній перейшов на бік ризького архієпископа. Мюнстер і Вільгельм вирішили передати всю Лівонію під заступництво короля Сигізмунда II Августа.
В розпал цих подій у 1557 року Генріх фон Гален помер. Новим магістром Лівонії було обрано Йоганна Вільгельма фон Фюрстенберга.